# Марин (коммуна)
Марин (нем. Marihn) — коммуна в Германии, в земле Мекленбург — Передняя Померания.
Входит в состав района Мюриц. Подчиняется управлению Пенцлинер Ланд. Население составляет 260 человек (на 31 декабря 2006 года). Занимает площадь 7,86 км². Официальный код — 13 0 56 043.